# Jambe de bois
Pour les articles homonymes, voir jambe de bois (homonymie).

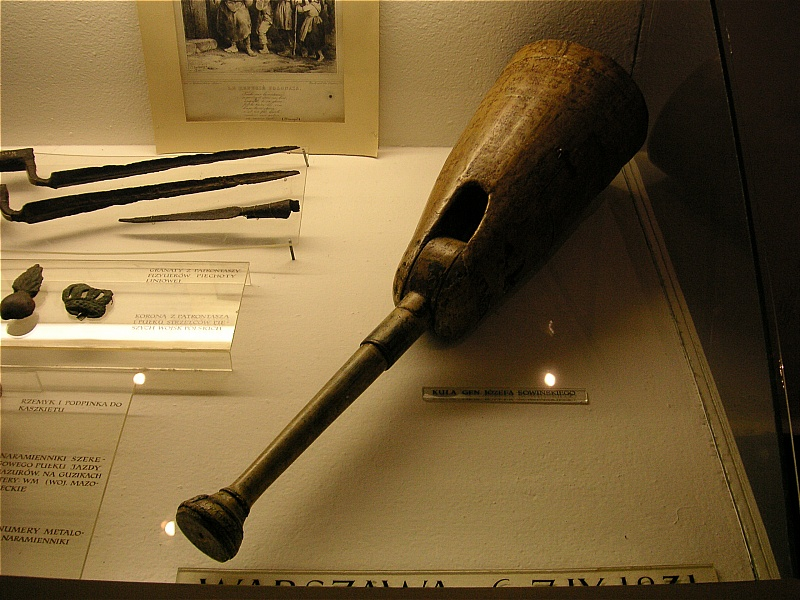
Jambe de bois du général Józef Sowiński (1777-1831).

Une jambe de bois est une prothèse en bois adaptée au genou, pour remplacer une jambe amputée. On parlait aussi de jambe de fer ou de pilon.

## Dans la culture populaire
La jambe de bois est aussi associée à la figure du pirate dans l'imaginaire collectif.
Dans la chanson Un pied mariton, Marie-Madeleine a une jambe de bois.